# Vjačeslavs Giruckis
Vjačeslavs Giruckis, ros. Wiaczesław Girucki, Вячеслав Гируцкий (ur. 15 lutego 1989 w Dyneburgu) – łotewski żużlowiec.

## Życiorys
W 2014 roku zakończył karierę sportową.

## Przynależność klubowa
Polska
- SK Lokomotīve Dyneburg (2007–2014; Łotwa)

## Szczegóły kariery

### Indywidualne mistrzostwa świata na żużlu(Grand Prix na żużlu)
- 2009 – nieklasyfikowany (zawodnik rezerwowy w Grand Prix Łotwy).

### Drużynowe mistrzostwa świata na żużlu(Drużynowy Puchar Świata na żużlu)
- 2007 – 3. miejsce w 1. rundzie kwalifikacyjnej
- 2008 – 3. miejsce w 1. rundzie kwalifikacyjnej
- 2009 – 2. miejsce w 2. rundzie kwalifikacyjnej

### Indywidualne mistrzostwa świata juniorów na żużlu
- 2007 – 16. miejsce w 3. rundzie kwalifikacyjnej
- 2009 –  Chorwacja Goričan – 15. miejsce (2 pkt)

## Mistrzostwa Europy

### Mistrzostwa Europy par klubowych na żużlu
- 2008 –  Austria Natschbach-Loipersbach – 5. miejsce (11 pkt)

### Klubowe mistrzostwa Europy na żużlu
- 2009 – 3. miejsce w półfinale
- 2010 – 4. miejsce w półfinale

### Drużynowe mistrzostwa Europy juniorów na żużlu
- 2008 – 3. miejsce w 2. półfinale

## Rozgrywki krajowe

### Drużynowe mistrzostwa Polski na żużlu
- 2007 – 2. miejsce w 2 lidze dla SK Lokomotīve Dyneburg (średnia 1,333)
- 2008 – 5. miejsce w 1 lidze dla SK Lokomotīve Dyneburg (średnia 1,107)
- 2009–2014 – do uzupełnienia